# Stenoperla maclellani
Stenoperla maclellani är en bäcksländeart som beskrevs av Peter Zwick 1979. Stenoperla maclellani ingår i släktet Stenoperla och familjen Eustheniidae. Inga underarter finns listade i Catalogue of Life.